# Triumph Studios
Triumph Studios – producent gier komputerowych z Delftu w Holandii. Firma powstała w 1997, stworzyła serię strategicznych gier turowych Age of Wonders oraz przygodowych gier akcji Overlord.
Paradox Interactive ogłosił 30 czerwca 2017, że nabył firmę Triumph Studios.

## Gry
- Age of Wonders (1999)
- Age of Wonders II: Tron Czarnoksiężnika (2002)
- Age of Wonders: Magia Cienia (2003)
- Overlord (2007)
- Overlord: Raising Hell (2008)
- Overlord II  (2009)
- Age of Wonders III (2014)